# Carolyn Labey
Carolyn Fiona Labey es una política de Jersey que prestó juramento por primera vez como diputada de Grouville el 12 de diciembre de 2002. Fue reelegida como Diputada en 2005, 2008 y 2011.
Es Viceministra de Desarrollo Económico y Viceministra de Planificación y Medio Ambiente.

## Carrera política
Labey fue elegida por primera vez como diputada en la parroquia de Grouville, en las elecciones generales de Jersey de 2002 con 774 votos. Se enfrentó a otra candidata, Patricia Anne Picot, que logró 397 votos.